# Charles C. Mann

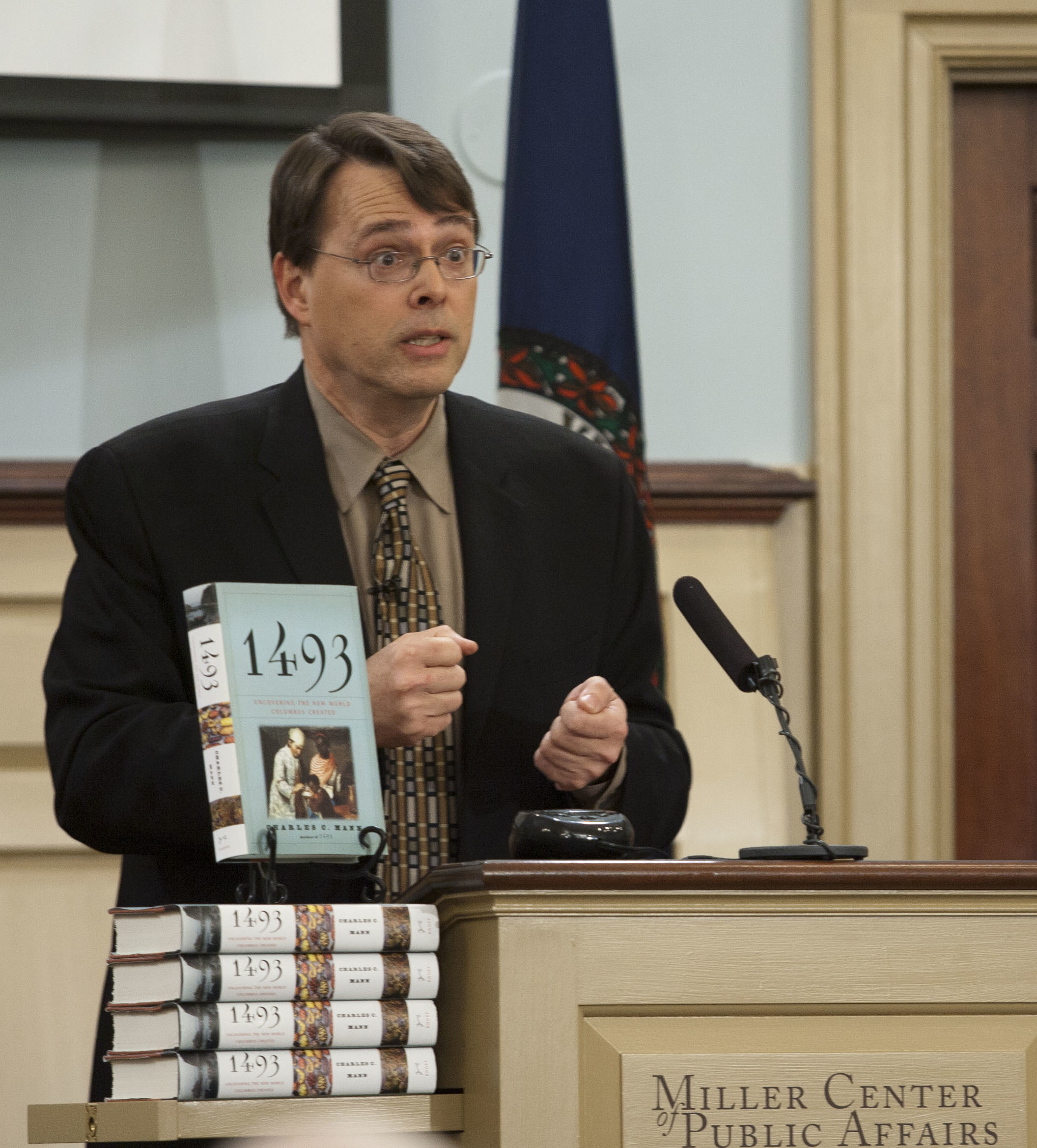
Charles C. Mann (2011)

Charles C. Mann (ur. 1955) – amerykański dziennikarz i pisarz, specjalizujący się w tematach naukowych.
Jest współautorem czterech książek oraz dziennikarzem Science i Atlantic Monthly. W 2005 napisał 1491: Ameryka przed Kolumbem, a w 2011 roku 1493: Świat po Kolumbie.

## Książki
- (współautor Mark L. Plummer) The Aspirin Wars: Money, Medicine, and 100 Years of Rampant Competition, Harvard Business School Press, 1991
- (współautor Robert P. Crease) The Second Creation: Makers of the Revolution in 20th-Century Physics, 1986; rev. ed., 1995
- (współautor Mark L. Plummer) Noah’s Choice: The Future of Endangered Species, 1995
- (współautor David H. Freedman) @ Large: The Strange Case of the World's Biggest Internet Invasion, 1997
- 1491: New Revelations of the Americas Before Columbus, Knopf, 2005 (wyd. polskie 1491. Ameryka przed Kolumbem, Dom Wydawniczy „Rebis”)
- "Our Good Earth: The future rests on the soil beneath our feet; Can we save it?" National Geographic, September 2008. 80-107.
- 1493: Świat po Kolumbie, (Dom Wydawniczy „Rebis”, 2012) (wyd. oryg. Knopf, 2011)
- The Wizard and the Prophet: Tho Remarkable Scientists and Their Dueling Visions to Shape Tommorow's World, Knopf, 2018